# Minaxür
Minaxür è un comune dell'Azerbaigian situato nel distretto di Qusar. Conta una popolazione di 242 abitanti.